# Laura Millán Morales
Laura Millán Morales   (Palafrugell, 1991) és una política i mestra. És alcaldessa de Palafrugell des del 8 d'octubre de 2024, i és la primera dona en ocupar aquest càrrec al municipi. Regidora des del 2019, va accedir al govern el 2023 com a segona tinent d'alcalde i regidora de Cultura, Joventut i Festes i Grans Esdeveniments, nomenada pel llavors alcalde Juli Fernández. L'agost del 2024 Fernández va anunciar que seria nomenat  Secretari General del Departament d’Economia i Finances de la Generalitat de Catalunya i que, en conseqüència, abandonava l'alcaldia, amb la intenció que Millán, que havia estat la número dos a la llista electoral del Partit dels Socialistes de Catalunya (PSC), el rellevés.

## Polèmica per la Cantada d’Havaneres de Calella de Palafrugell de 2025
L’any 2025, durant la tradicional Cantada d’Havaneres de Calella de Palafrugell, va sorgir una polèmica relacionada amb la cançó tradicional «El meu avi». Els grups participants van anunciar públicament que cantarien aquesta peça, malgrat que l’Ajuntament de Palafrugell, liderat per l’alcaldessa Laura Millán (PSC), havia plantejat la seva exclusió del repertori oficial per motius vinculats a una controvèrsia sobre l’autor, Josep Lluís Ortega Monasterio.
Els músics van sortir al principi de l’esdeveniment afirmant que interpretarien «El meu avi» en suport a la tradició i al públic assistent. Aquesta decisió va posar en evidència un conflicte entre l’Ajuntament, que volia renovar el repertori i evitar polèmiques, i els artistes i aficionats, que reivindicaven la preservació de la memòria cultural.
L’alcaldessa Laura Millán va defensar la postura de l’Ajuntament, però també va reconèixer que no es podia impedir la interpretació espontània de la cançó per part dels grups. Aquest episodi va generar un debat públic intens sobre la llibertat artística, la responsabilitat política i la gestió cultural a Palafrugell.